# Hockey sur table

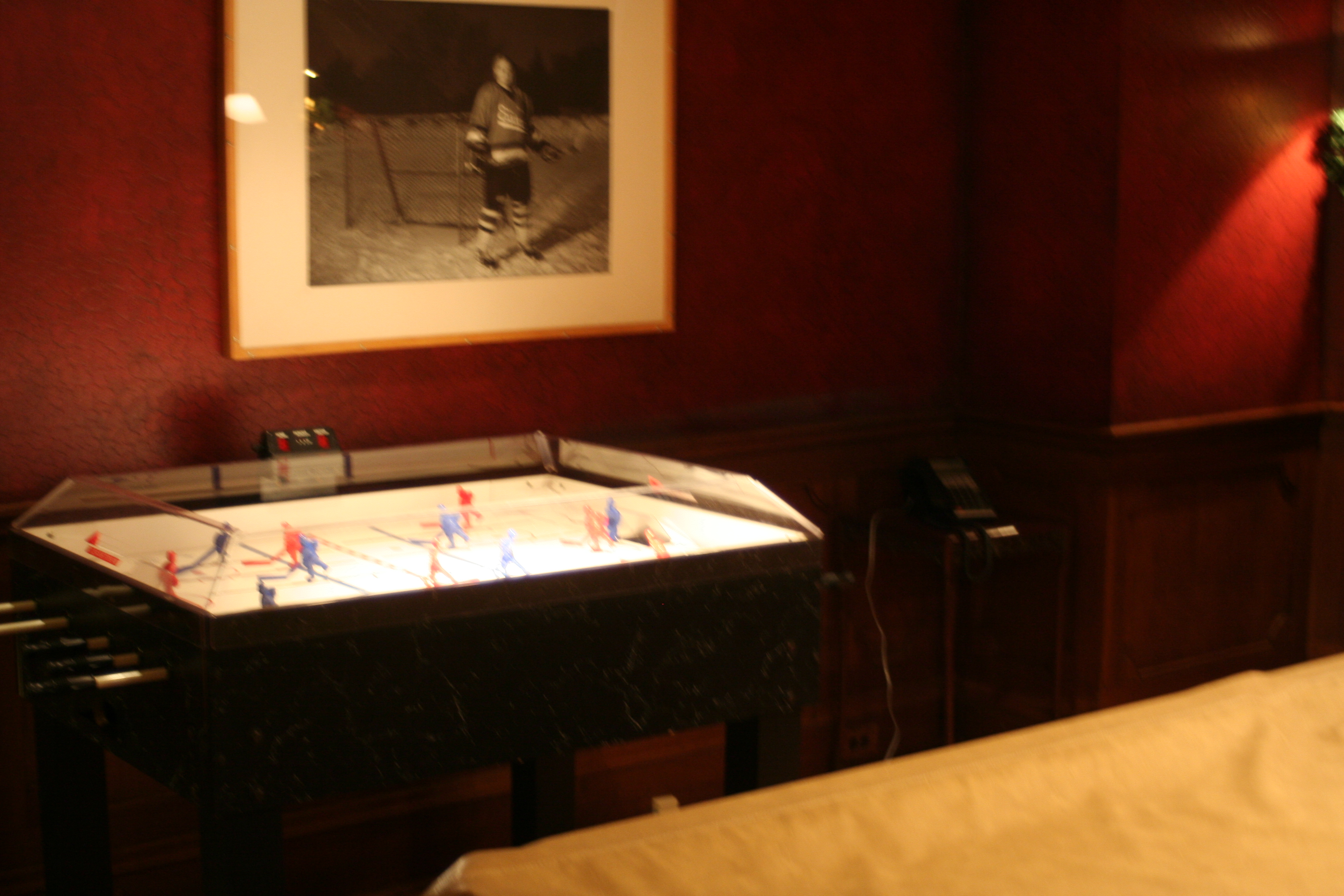
Intérieur de la Résidence du gouverneur du Minnesota.

Le hockey sur table est un jeu d'adresse pour deux joueurs, basé sur le hockey sur glace et se pratiquant sur une table.
Le but du jeu est de marquer le plus de buts que son adversaire dans un certain laps de temps décidé de façon libre par les joueurs, ou d'être le premier à marquer un certain nombre de buts prédéfini par les joueurs. 

## Principe

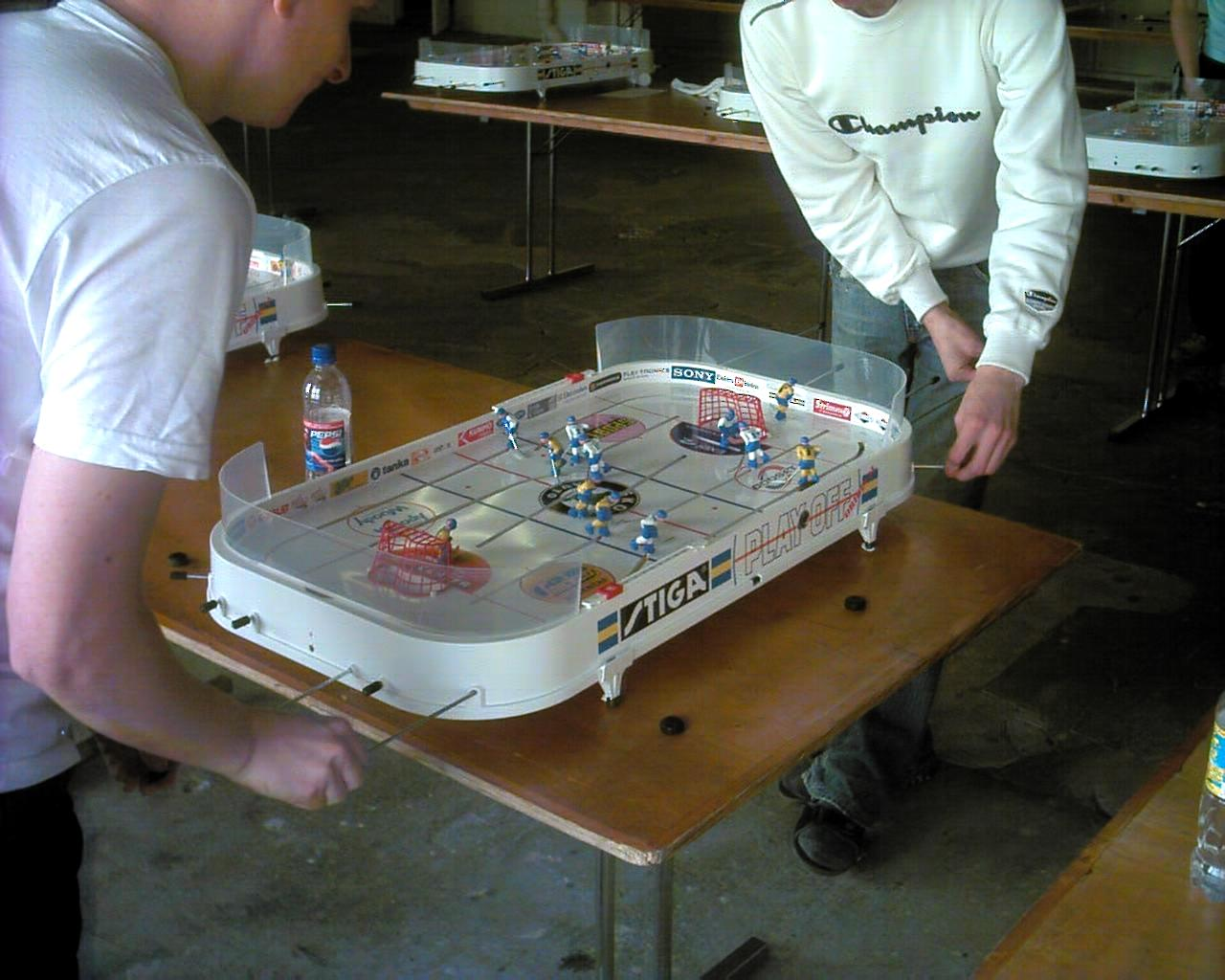
Hockey sur table Stiga

Le plateau de jeu représente une patinoire de hockey. Les joueurs marquent des buts en envoyant une rondelle dans le filet adverse, grâce à des figurines représentants des joueurs de hockey. Celles-ci sont contrôlées par des tiges en dessous de la "glace" : La figurine glisse d'avant en arrière le long d'une fente étroite, selon que le joueur tire ou pousse la tige. De même, une rotation de la tige entraine une rotation (selon un axe vertical) de la figurine, ce qui permet de contrôler le palet et de faire des tirs.
Couramment, chaque moitié du terrain a trois figurines représentant les avants, contrôlées par le joueur attaquant, disposées en alternance avec les 2 défenseurs de l'adversaire. Chaque joueur dispose également d'un gardien de but, mais avec une gamme de mouvement plus limitée.

## Produits commerciaux
Il existe plusieurs types de ce jeu. Le leader en Europe est le suédois Stiga Games, dont les produits sont utilisés pour les tournois de la International Table Hockey Federation.
En Amérique du Nord, on a utilisé, depuis les années 1920, différents types de plateaux de jeu. Le plus populaire fut celui conçu par la société Coleco, aujourd'hui disparue, et la plupart des plateaux nord-américains (tels que ceux de Irwin toys) en sont des dérivés. Toutefois, les plateaux Stiga ont commencé à pénétrer le marché nord-américain, même si de nouveaux types de jeu continuent d'être développés.
La version arcade est appelée hockey dôme (dome hockey ou bubble hockey en anglais), à cause du dôme de plastique qui recouvre la surface de jeu, pour éviter la perte ou le vol de la rondelle. Le modèle le plus populaire de ces tables fut le modèle Chexx (USA vs. Union Soviétique) et son successeur, Super Chexx (Canada vs. USA).

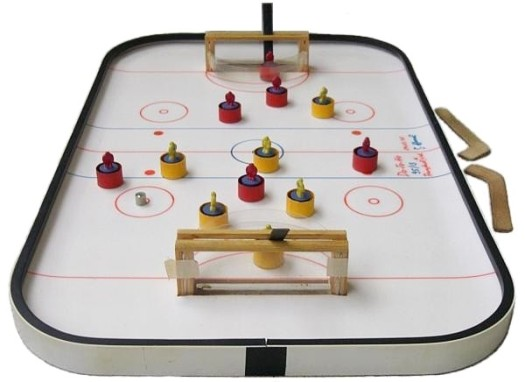
Do-To-Ho

Un autre type de hockey sur table est le jeu appelé Do-To-Ho, qui est complètement différent. Les figurines ne sont pas contrôlées par des tiges mais sont mobiles sur tout le plateau de jeu. À leur base, se trouve un roulement à billes afin de pouvoir glisser. Le déplacement se fait avec un court et unique coup, effectué avec un mini bâton de hockey, comme au billard. Le jeu se déroule alternativement, avec des coups d'attaque, où le palet est déplacé avec une figurine et des "coups de position" où seule la figurine bouge. La possession du palet change, dès que l'agresseur rate le palet ou qu'il touche une figurine adverse. Le Do-To-Ho a été développé en Allemagne et publié en 1994.

## Compétitions
Il existe des compétitions de hockey sur table, règlementées par une fédération internationale, la International Table Hockey Federation.